# Escalans
Escalans ist eine französische Gemeinde mit 232 Einwohnern (Stand 1. Januar 2022) im Département Landes in der Region Nouvelle-Aquitaine (vor 2016: Aquitanien). Sie gehört zum Arrondissement Mont-de-Marsan und zum Kanton Haute Lande Armagnac.
Der Name lautet in der gascognischen Sprache ebenfalls Escalans. Er leitet sich vom lateinischen scalae ab und bedeutet „Leiter, Stufe“, ein Hinweis auf die geografische Lage auf einer leichten Anhöhe.
Die Einwohner werden Escalanais und Escalanaises genannt.

## Geographie
Escalans liegt ca. 45 Kilometer östlich von Mont-de-Marsan in der Landschaft Armagnac der historischen Provinz Gascogne an der Grenze zu den Départements Lot-et-Garonne und Gers.
Umgeben wird Escalans von den Nachbargemeinden:
| Losse          | Rimbez-et-Baudiets                          |                                                            |
| Herré Gabarret | Kompassrose, die auf Nachbargemeinden zeigt | Sos (Lot-et-Garonne) Saint-Pé-Saint-Simon (Lot-et-Garonne) |
|                | Parleboscq                                  | Castelnau d’Auzan Labarrère (Gers)                         |

Escalans liegt im Einzugsgebiet des Flusses Garonne.
Die Gélise, ein Nebenfluss der Baïse, markiert die Grenze zur Nachbargemeinde Castelnau d’Auzan Labarrère im Südosten.
Nebenflüsse der Gélise durchqueren das Gebiet der Gemeinde,
- der Ruisseau de l’Arriou-Cagne und
- der Rimbez mit seinen Nebenflüssen,
  - dem Ruisseau de Lacoume, der in Escalans entspringt,
  - dem Petit Rimbez und
  - dem Ruisseau de la Chichoue, der in Escalans entspringt.[4]

## Geschichte
Escalans wurde im Jahre 1088 erstmals erwähnt im Zusammenhang der Schenkung der Kirche de Scalens an das Kloster von Eauze im heutigen Département Gers. Der Landstrich Gabardan, in dem die Gemeinde liegt, war vom 12. Jahrhundert bis zum Jahre 1453, dem Ende des Hundertjährigen Krieges, ein ständiger Schauplatz von Auseinandersetzungen zwischen englischen und französischen Truppen. Im Mittelalter richtete das Priorat von Saint-Loubert seinen Sitz in der Gemeinde ein. Im Juli 1230 schenkte der Erzbischof Amanieu von Auch die Pfarrkirche von Escalans der Abtei La Sauve-Majeure im heutigen Département Gironde. Im Jahre 1544 ging die Leitung des Priorats an das Kloster von Eauze. Nach dem Ende des Hundertjährigen Krieges litt die Region im 16. Jahrhundert unter den Hugenottenkriegen. Im gleichen Jahrhundert wurde das Schloss Caumal als Sitz der Grundherrenfamilie errichtet. Bis 1789, dem Beginn der Französischen Revolution, erfuhren die Gemeinden der Region Frieden und Wohlstand. Im 19. Jahrhundert entwickelte sich die Kultur der Course Landaise, eines traditionellen, unblutigen Spiels mit speziell gezüchteten Stieren. Die Wirtschaft von Escalans konzentrierte sich in erster Linie rund um die Getreidemühle von Tillet und einer Ziegelei, die ihren Betrieb 1930 einstellte. Im 20. Jahrhundert nahm die Bedeutung der Produktion von Weinbrand in der Gemeinde zu.

### Einwohnerentwicklung
Nach Beginn der Aufzeichnungen stieg die Einwohnerzahl bis zur ersten Hälfte des 19. Jahrhunderts auf einen Höchststand von rund 740. In der Folgezeit sank die Größe der Gemeinde bei kurzen Erholungsphasen bis zu den 1980er Jahren auf rund 220 Einwohner, bevor mit der Jahrtausendwende eine moderate Wachstumsphase einsetzte, die heute noch andauert.
| Jahr      | 1962 | 1968 | 1975 | 1982 | 1990 | 1999 | 2006 | 2010 | 2022 |
| --------- | ---- | ---- | ---- | ---- | ---- | ---- | ---- | ---- | ---- |
| Einwohner | 346  | 301  | 252  | 218  | 220  | 219  | 244  | 251  | 232  |

## Sehenswürdigkeiten

### PfarrkircheSaint-Jean-Baptiste

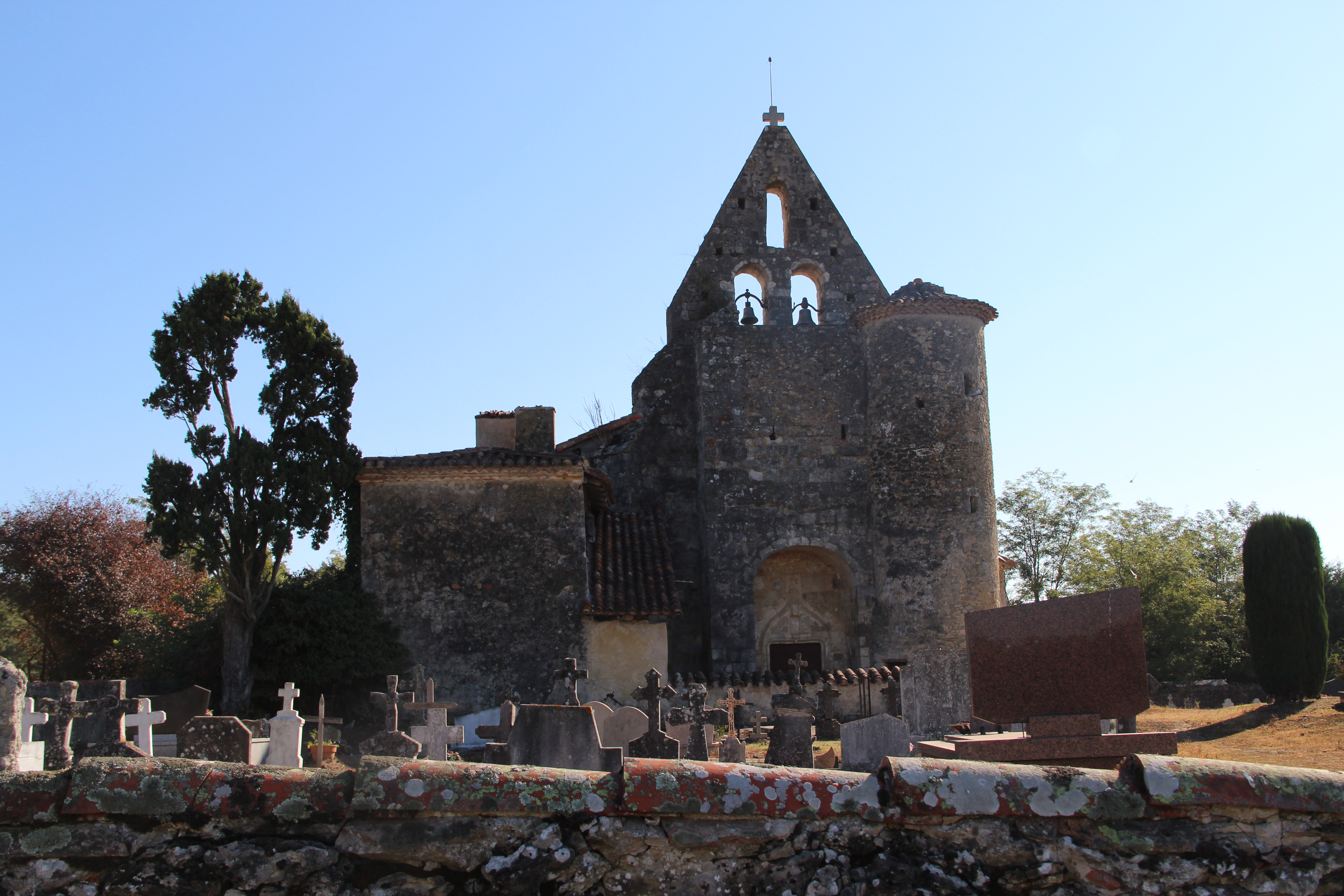
Pfarrkirche Saint-Jean-Baptiste

Die Errichtung der romanischen Kirche dürfte zeitnah nach der Schenkung an das Kloster von Eauze im Jahre 1088 erfolgt sein. Von diesem Bauwerk sind heute die halbrunde Apsis mit ihrem Gürtel von bildhauerisch ausgestalteten Kapitellen im Inneren, eine südliche Apsidiole und eine Wand einer heute nicht mehr vorhandenen nördlichen Apsidiole vorhanden. In der südlichen Apsidiole ist noch eine Inschrift zu sehen, nach der an einem 16. Dezember der Hauptaltar den Heiligen Petrus und Paulus geweiht wurde. Die Jahreszahl ist nicht erwähnt, zweifellos geschah die Weihe zu Beginn des 12. Jahrhunderts. Der Bau des Langhauses und des Transepts erfolgte später im gleichen Jahrhundert. Seit der Schenkung des Erzbischofs Amanieu an die Abtei La Sauve-Majeure ist die Pfarrkirche Johannes dem Täufer geweiht. Im Laufe der folgenden Jahrhunderte kam es zu mehreren Änderungen und Erweiterungen. Vermutlich wurde im 14. Jahrhundert die westliche Wand des südlichen Transepts mit einer großen Arkade aus gedrücktem Spitzbogen und durch einen schmalen Treppenturm in der nordwestlichen Ecke verstärkt. Der Turm diente als Aufgang zu einem befestigten oberen Geschoss. Der obere Teil der südlichen Wand des Langhauses wurde neu gebaut und mit Fenstern in Form von doppelten Lanzetten mit einem Dreipass ausgestattet. Im gleichen Zug wurde die westliche Fassade zu einem dreieckigen Glockengiebel umgebaut und befestigt. Das Stockwerk über dem Langhaus wurde zu einem Balkon mit Schießscharten verlängert. Allerdings konnten diese Vorkehrungen in der Folge die Auswirkungen von kriegerischen Auseinandersetzungen nicht verhindern. Um 1500 wurden einige Gebäudeteile zerstört oder baufällig gemacht. Dies betrifft insbesondere die nördliche Apsidiole, die durch eine rechteckige Kapelle mit einem Kuppelgewölbe bei Wiederverwendung früherer Baumaterialien ersetzt wurde. Die Arme des Transepts wurden restauriert und mit einem vierteiligen Kreuzrippengewölbe ausgestaltet. Im 16. Jahrhundert wurde außerdem ein neuer Treppenturm südlich der Westfassade errichtet, der bisherige, in der südlichen Wand gelegene Eingang zugemauert und ein neuer Eingang in der Westfassade eingerichtet. In der Folgezeit wurden nur noch wenige Änderungen vorgenommen. Die südliche Apsidiole wurde in eine Sakristei umgewandelt, indem ihr Eingangsbogen verschlossen wurde und ein direkter Zugang zum Altarraum hergestellt wurde. Die gleiche Vorgehensweise wurde zunächst für die kleine Kapelle aufgegriffen. Später wurde sie allerdings auf die Funktion eines Abstellraums für das Pfarrhaus reduziert, das im 17. oder 18. Jahrhundert nördlich an das Langhaus angebaut wurde. Inzwischen ist sie aufgegeben worden, und ihr interessantes Kuppelgewölbe ist zerstört. Die Kirche ist seit dem 18. Juni 1973 als Monument historique eingeschrieben.
Der in der Inschrift der Apsidiole erwähnte Hauptaltar ist nicht mehr vorhanden. Aus dem 12. Jahrhundert datieren die zehn Kapitelle im Chor. Fünf von ihnen sind korinthischer Ordnung und tragen zwei Reihen von Blättern oder sind mit Kugeln ausgestaltet. Die fünf anderen sind als Illustrationen verziert. Auf dem ersten Kapitell auf der rechten Seite sind zwei geflügelte Löwen mit allen vier Pfoten auf die Ecke gelehnt zu sehen. Sie verdrehen ihre Köpfe und beißen in die Enden ihrer Flügel. Die Bedeutung dieser bedrohlichen Szene ist unklar. Die vier Kapitelle im Hintergrund des Chors erzählen das Zusammentreffen des Bösen mit dem Guten. Auf der linken Seite symbolisieren zwei Meerjungfrauen die Versuchung und zwei Tierkreiszeichen, Schütze und Zwillinge, die Symbole von Wahrsagern, die vorgeben, die Zukunft zu kennen. An der Seite stehen zwei Adler mit ausgebreiteten Schwingen für Hochmut und Gewalt. Gegenüber ist Daniel zu erkennen, der die Löwen in der Grube besiegt. Daneben sitzen Vögel in Weinranken und picken an den Trauben, ein traditionelles Symbol der Eucharistie. Aus der Epoche des Ancien Régimes sind nur noch sehr wenige Ausstattungsgegenstände vorhanden, wie das Taufbecken, die Kanzel oder ein Sessel für den die Messe zelebrierenden Priester, die aus dem späten 18. Jahrhundert datieren. Ein Glasfenster ist das Werk der Glasmaler Pierre-Grégoire Raynon und Antoine-Marie Sotta aus Condom aus dem benachbarten Département Gers, die es im Jahr 1867 realisierten. Die spitzbogenförmige Lanzette zeigt den Schutzpatron der Kirche, Johannes den Täufer, mit einem Lamm. Zwei weitere Glasfenster mit geometrischen und pflanzlichen Ornamenten stammen von Gustave Pierre Dagrant aus Bordeaux und sind 1977 entstanden.

### PfarrkircheSaint-Jérôme
Die Kirche wurde in den Aufzeichnungen relativ spät erwähnt. Es wird angenommen, dass sie im 15. Jahrhundert errichtet worden ist, abzulesen an der Apsis mit fünf Wänden und dem ursprünglichen Gewölbe, von dem die Ansätze der Wölbungen und die stützenden Bögen verblieben sind. Zunächst war sie der heiligen Meille oder Eumelia geweiht, später dem Kirchenvater Hieronymus und der heiligen Radegundis. Während der Hugenottenkriege im 16. Jahrhundert wurde das Gebäude beschädigt, wenn nicht ganz zerstört. Das Gewölbe wurde vermutlich im 18. Jahrhundert wiederhergestellt. Im gleichen Zug wurde ein neuer Eingang an der Südseite geschaffen als Ersatz für den früheren, nun zugemauerten Eingang an der Westseite. Drei große Fenster erhellen fortan das Langhaus als Ergänzung zu den fünf schmalen gotischen Fenstern des Chors. 1841 wurde das Gewölbe durch die heutige Täfelung ersetzt. Trotz kleinerer Reparaturen und Verschönerungsarbeiten durch die italienischen Maler Sotta und Ferrari verfiel das Gebäude im folgenden Jahrhundert bis zu einer Rettungsaktion in jüngster Zeit.
Das heutige Langhaus birgt ein Hauptschiff von drei Jochen Länge, das von einer Apsis gleicher Breite verlängert wird, die mit einem Strebewerk abgesichert ist. Eine Sakristei schließt sich im Süden an den Chor an. Die Westseite wird dominiert von einer hohen Wand, die mit zwei dicken Strebepfeilern abgestützt wird. Diese laufen an ihrer Spitze zu einem Bogen aus Ziegelsteinen zusammen, der einen Wehrerker bildet, der mit Verteidigungselementen bewehrt war, die heute verschwunden sind. Der obere Teil der Wand bildet den Glockengiebel. An der südwestlichen Ecke erlaubt ein Treppenturm den Zugang zum Wehrerker und zum Glockengiebel. Mit Ausnahme eines Weihwasserbeckens aus Stein aus dem 17. Jahrhundert, des Korbs der Kanzel aus dem 18. oder 19. Jahrhundert und einer Glocke ohne Inschrift aus dem 18. Jahrhundert sind alle anderen Ausstattungsgegenstände zu Beginn des 20. Jahrhunderts entstanden. Die beschriebenen und viele weitere Gegenstände der Kirche sind als nationale Kulturgüter registriert.

### Schloss Caumale
Die erste Erwähnung der Grundherrschaft von Caumale geht auf das Jahr 1618 zurück mit der Angabe eines Fortis Grenier als Grundherrn. Jean-Bernard de Grenier war Grundherr im Jahre 1689. 1758 scheint Caumale eine größere Bedeutung zu haben, denn es wurde erwähnt, dass Jean-Marie de Caumale seine Ehrerbietung erwiesen hat und berechtigt war, ein Schloss und einen Garten zu besitzen. Die Familie Grenier de Caumale blieb bis zur Mitte des 19. Jahrhunderts Besitzerin des Schlosses. Das Schloss, dessen Silhouette an eine gascognische Burg des Mittelalters erinnert, wurde am Ende des 16. oder zu Beginn des 17. Jahrhunderts erbaut und im 19. Jahrhundert im Inneren umgestaltet. Der viereckige Wohntrakt wird umsäumt von vier Ecktürmen und einem Treppenturm. Er befindet sich im Zentrum eines Mauergürtels, an dem sich landwirtschaftliche Nebengebäude anschließen. Das Schloss ist seit dem 31. Januar 2002 als Monument historique eingeschrieben. Es befindet sich in Privatbesitz, ist in den Sommermonaten jedoch zu besichtigen.

### Schloss Buros
Joseph Barrère kaufte das Landgut vom Arbeitgeber seiner Eltern und nahm den Viehbetrieb des früheren Besitzers auf. Er führte gleichzeitig die Zucht von Stieren für die Courses Landaises ein. Er zeigte sich schnell begabt in der Führung seines Unternehmens und war zunächst der einzige Aktive in der Sparte nach dem Ersten Weltkrieg. 1895 ließ er das heutige Schloss als äußeres Zeichen seines Erfolgs auf dem Landgut errichten. Es besitzt den für die Schlösser des Armagnac typischen Baustil und besteht aus einem zweigeschossigen Gebäude mit zwei Türmen und einem zentralen Risalit mit Dreiecksgiebel.

## Wirtschaft und Infrastruktur

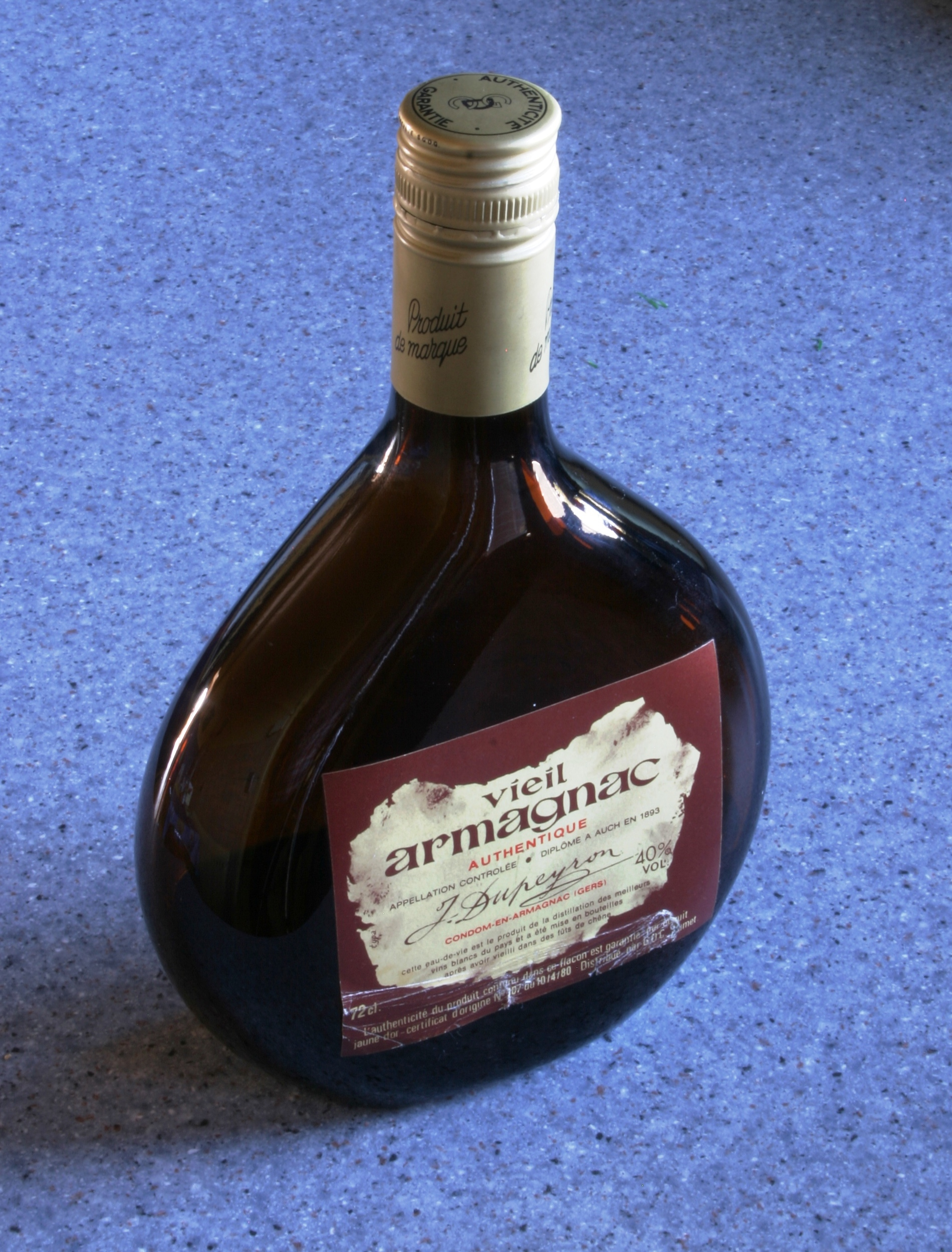
Flasche mit Armagnac

Die Wirtschaft der Gemeinde wird in erster Linie von der Produktion des Armagnacs und vom Tourismus bestimmt.
Escalans liegt in den Zonen AOC des Armagnac (Armagnac-Ténarèze, Bas Armagnac und Haut Armagnac), des Blanche-Armagnacs, und des Floc de Gascogne, eines Likörweins.

### Sport und Freizeit
Der Niederländer Richard Westerink ist Besitzer des Trotteur Français Timoko, geboren am 27. April 2007, eines der erfolgreichsten Traber in der Geschichte des Trabrennsports. Sein Gestüt befindet sich in Escalans.

### Verkehr
Escalans ist erreichbar über die Routes départementales 35, 59, 381 und 656.